# Pedro Cano
Pedro Cano és un pintor que neix el 10 d'agost de 1944, a Blanca, Múrcia. Comença a pintar a l'oli de forma autodidacta quan tan sols tenia 10 anys.

## Trajectòria
Una trobada casual amb la pintora valenciana Amparo Benaches, en 1959, determinarà la seva orientació artística i li iniciarà en l'observació directa de la natura.
Ingressa en l'Escola de Belles Arts de San Fernando de Madrid en 1965, becat per la Diputació Provincial de Múrcia.
En 1969 obté una beca de pintura de paisatge del Ministeri d'Afers exteriors per a l'Acadèmia Espanyola de Belles Arts a Roma i al terme d'aquesta, hi establix la seva residència. Abans d'anar-se'n roman en la Fundació "Rodriguez Acosta", de Granada, on va aconseguir una beca per a pintar a l'Alhambra.
En 1972, es casa amb la italiana, Patrizia Guadagno, i es traslladen a viure a Anguillara Sabazia, a 30 quilòmetres de Roma. Quatre anys més tard realitzaria, el seu primer viatge a Amèrica Llatina, en un periple que va des de Mèxic fins al Brasil. Fruit d'aquest viatge, duu a terme un cicle pictòric que s'exposa a Milà, Bozen i a Salzburg.
En 1984 es trasllada a Nova York, on resideix durant cinc anys a l'East Village. El pintor ha anat intercalant entre les seves estades a Roma, Anguillara i el seu poble natal, nombrosos viatges per llocs tan dispars com Síria, Jordània, Turquia, Egipte o Líbia.
En 1972 realitza la seva primera exposició individual en la Galeria Zero de Múrcia. A partir d'aquesta, han estat successives les exposicions a la nostra regió, la darrera va ser l'any 2002 al Palau de l'Almudí, titulada "Seqüències".
Enl 1973, exposa a la Galeria Egam de Madrid. A Roma, exposa per primera vegada el 1974, a la Galleria Giulia, on hi ha realitzat fins a set exposicions més. Dins d'Itàlia també ha exposat, a Florència, Milà, Nàpols, etc. A més, l'artista ha realitzat nombroses exposicions als Estats Units i en altres països.
El 1971 Pedro Cano guanya la medalla d'or a la Bienal de Pintura i Escultura de Florència i un any després rep a més la medalla d'or a la Bienal d'Arts Gràfiques de Florència. En 1997 va ser triat "Gran Pez del Entierro de la Sardina" de Múrcia.
En el 2001 és nomenat acadèmic de nombre de la Reial Acadèmia de Belles Arts de Santa María de la Arrixaca de Múrcia i a la fi d'aquest mateix any, rep l'encomana d'Isabel la Catòlica.
En 1986 Cano va ser nomenat Fill Predilecte de Blanca. Amb motiu d'aquest esdeveniment va realitzar un dibuix, del que es van realitzar 3000 exemplars que es distribuïxen als veïns de Blanca. El dibuix representava un paisatge amb les ruïnes del castell de Blanca. Aquest mateix any va rebre, a més, el llorer de Belles Arts de l'Associació de la Premsa.
És 1997 és nomenat Citadino Onorario de Anguillara, poble on el pintor transcorre la major part del seu temps quan resideix a Itàlia. En 1998 es porta a terme l'agermanament de Blanca amb Anguillara, per la sèrie d'elements comuns que uneixen a aquestes dues poblacions, ja que a més aquestes dues poblacions tenen en comú elements físics, com és el fet que ambdues estan al peu d'una forest i posseïxen un llac: Blanca, l'Azud d'Oxós i Anguillara, "il Bracciano".
En 2013 fou nomenat membre de la Pontifícia i Insigne Acadèmia de Belles Arts i Lletres "dei Virtuosi al Pantheon".